# Vidrio español
Se denomina vidrio español al conjunto de objetos confeccionados en España de forma artesanal hasta el siglo XVIII, tanto para su utilización en menaje (copas, jarras, botellas...) como en construcción (vitrales y ventanas), en ocasiones con un componente ornamental considerable.

## Desarrollo histórico
No faltan noticias y documentos que prueban la existencia de vidrierías de importancia en la península ibérica desde el siglo XIII (prescindiendo de las que se tienen sobre la época romana y la dominación árabe) y consta que se fabricaban en los siglos XIV y XV vidrieras artísticas para las iglesias además de vasijas ordinarias y copas finas.
Pero apenas se conservan ejemplares anteriores al siglo XVI. De este, se conocen varias copas y jarritas esmaltadas y doradas que imitan a las de Venecia y del mismo siglo y del siglo XVII hay en las colecciones de los museos algunas botellitas o jarritas de vidrio verde que llevan una multitud de asas alrededor del cuello y están adornadas con rizados y otros apéndices de la misma pasta o de distinto color a la veneciana y asimismo pilas de agua bendita de vidrio blanco ornamentadas con algunos rizados y cordoncitos de colores además de copas elegantes y otros vasos o vajillas de mesa con menos adornos. Del siglo XVIII datan en su mayor parte de unos porrones catalanes de vidrio transparente que llevan como adorno filetes o cordoncillos blancos (los lacticinios) o rizos azules. De la misma época son también algunos platos con una especie de redecilla formada por igual clase de hilos y unos botijillos azules con muchos y estrechos picos y adornos rizados que servían en los festivales de Cataluña para hacer aspersiones de agua perfumada.